# Hiệu ứng Pasteur
Hiệu ứng Pasteur là một tác dụng ức chế oxy trong quá trình lên men.

## Khám phá
Hiệu ứng được phát hiện vào năm 1857 bởi Louis Pasteur, người đã chỉ ra rằng việc sục khí vào men làm cho sự phát triển của tế bào nấm men tăng lên, và khi là ngược lại, tốc độ lên men giảm. Louis Pasteur được nhận vào Académie des Sciences vào năm 1862. Sau đó, ông trở thành giáo sư địa chất, vật lý và hóa học tại École des Beaux-Art.

## Giải trình
Hiệu ứng có thể được giải thích; vì nấm men là vi khuẩn kị khí có thể tạo ra năng lượng bằng hai con đường trao đổi chất khác nhau. Trong khi nồng độ oxy thấp, sản phẩm của glycolysis, pyruvate, được chuyển thành ethanol và carbon dioxide, và hiệu quả sản xuất năng lượng thấp (2 mol ATP trong mỗi mol glucose). Nếu nồng độ oxy tăng lên, pyruvate được chuyển thành acetyl CoA có thể được sử dụng trong chu trình axit citric, làm tăng hiệu quả lên 31 hoặc 29,5 mol ATP trên mỗi mol glucose (tùy thuộc vào việc sử dụng phương tiện nào để giảm tương đương, NADH, được hình thành trong cytosol). Do đó, khoảng 15 lần lượng glucose phải được tiêu thụ yếm khí như vi khuẩn kỵ khí để mang lại cùng một lượng ATP.
Trong điều kiện yếm khí, tốc độ chuyển hóa glucose nhanh hơn, nhưng lượng ATP được tạo ra (như đã đề cập) nhỏ hơn. Khi tiếp xúc với các điều kiện hiếu khí, quá trình sản xuất ATP và Citrate tăng lên và làm cho tốc độ glycolysis chậm lại, bởi vì ATP và citrate được sản xuất đóng vai trò là chất ức chế allosteric cho phosphofurationokinase 1, enzyme thứ ba trong quá trình glycolysis. Hiệu ứng Pasteur sẽ chỉ xảy ra nếu nồng độ glucose thấp (<2 g/L) và nếu các chất dinh dưỡng khác, chủ yếu là nitơ, bị hạn chế.
Từ quan điểm sản xuất ATP sau đó, sẽ thuận lợi cho nấm men sử dụng chu trình axit citric với sự hiện diện của oxy, vì nhiều ATP được sản xuất từ ít glucose hơn; tuy nhiên, Boulton cùng các cộng sự (1996) duy trì ty thể sẽ theo con đường kỵ khí, chứ không phải hiếu khí, lên men nếu glucose không bị giới hạn, trong hô hấp đó, mặc dù có khả năng tạo ra nhiều ATP hơn glycolysis trên mỗi phân tử glucose, cũng cần nhiều năng lượng hơn về các yêu cầu enzyme và ty thể..

## Ý nghĩa thực tiễn
Quy trình được sử dụng trong sản xuất rượu thường được duy trì trong điều kiện oxy thấp, dưới lớp phủ carbon dioxide, trong khi men sinh sản cho sinh khối được thực hiện trong điều kiện hiếu khí, nước dùng được sục khí.